# Château de Bourg-Esch
Le château de Bourg-Esch est un château français situé dans le département de la Moselle. Il fait partie de la commune de Schwerdorff.

## Toponymie
Anciennes mentions : Burg-Esch (1594) ; Bourguesch (1681) ; Burgesch (1681) ; Bourgesch (1686).

## Histoire
Avant 1790, Bourg-Esch était sur le plan spirituel annexe de la paroisse de Schwerdorf dans le diocèse de Trèves et l'archidiaconé de Tholey. Sur le plan administratif, il dépendait de 1751 à 1789 du bailliage de Bouzonville.
Bourg-Esch était anciennement le siège d'une importante seigneurie de Lorraine sous la prévôté de Siersberg, de laquelle dépendaient (avec une justice haute, moyenne et basse) : Cottendorff, Oberesch, Schwerdorff, les voueries des Deux-Cours de Vaudreching et de Bouzonville et le moulin ruiné de Ranspach.
Autour du centre principal, où était le château, s'élevaient trois autres villages qui en dépendaient sous les noms d'Esch, Mittelesch et Oberesch. Les deux premiers ont été totalement détruits par l'invasion suédoise en 1635. Quant à celui d'Oberesch, il a été cédé à la Prusse en 1815.
Entre 1815 et 1829, ce château est détenu par la Prusse. Il est réintégré à la commune de Schwerdorff par une ordonnance royale du 7 octobre 1830.

### Les seigneurs de Bourg Esch

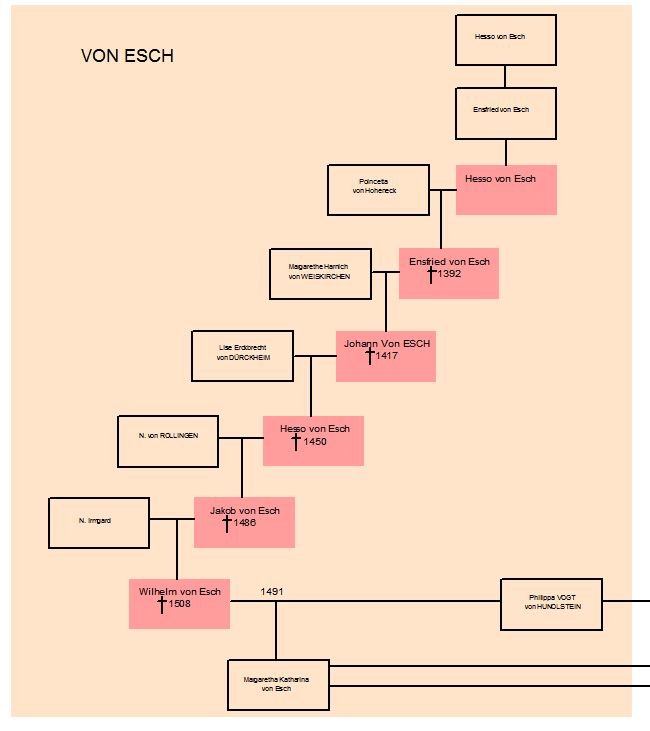
Généalogie Von Esch
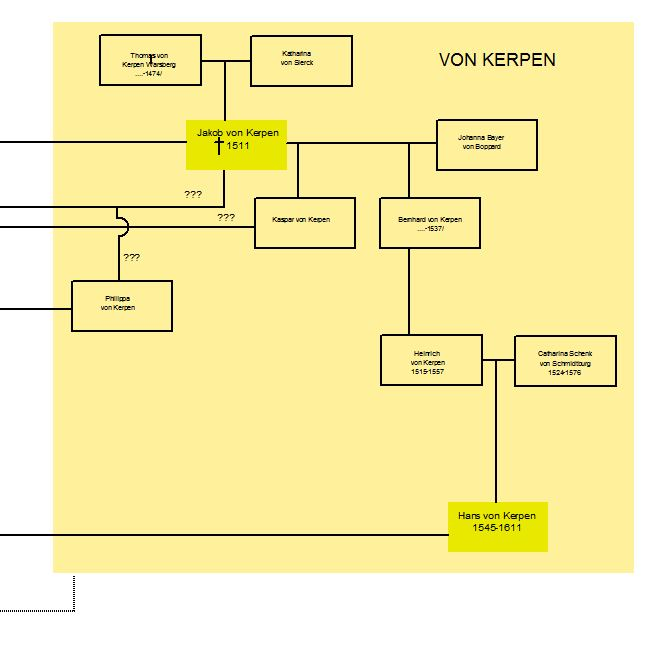
Généalogie Von Kerpen
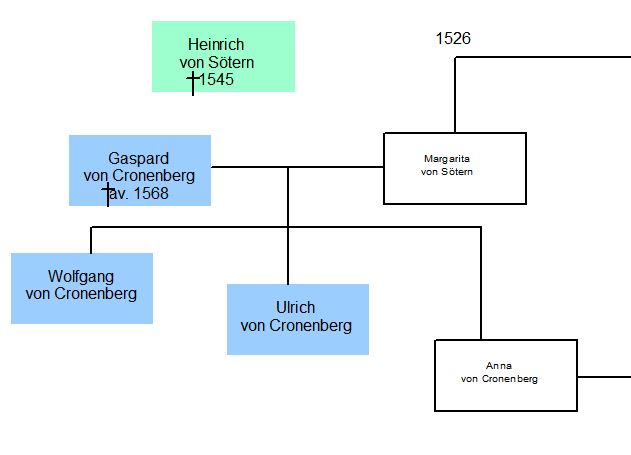
Généalogie Sötern / Von Cronenberg
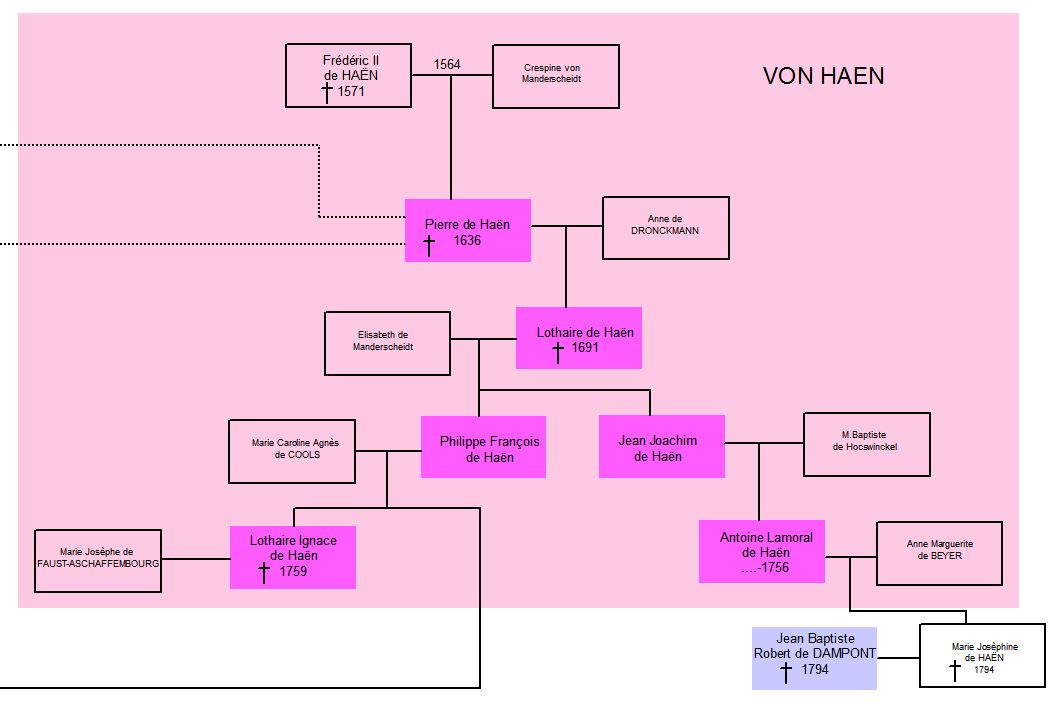
Généalogie Von Haen
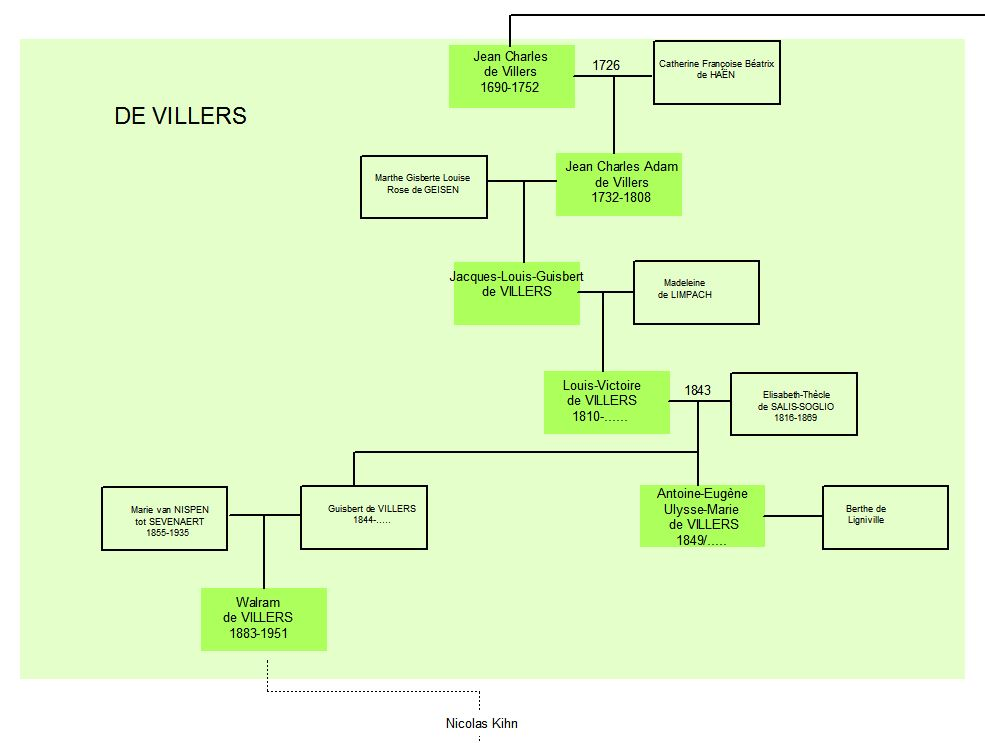
Généalogie De Villers

## Héraldique
La Seigneurie de nom et d'armes de Bourg-Esch portait pour armes : de gueules à 2 fasces d'argent, la première chargée de 3 tourteaux de sable, la seconde de 2 de même, actuellement également le blason de Schwerdorff.

## Littérature
Les Seigneurs de Bourgesch et de Schwerdorff
Benoît, Jean-Michel. - s.l. (1986)
Collection des monographies des Pays de la Nied n°5